# Razmig Keucheyan
Razmig Keucheyan (nacido en 1975) es profesor de sociología en la Universidad de París Cité y miembro del Centre de philosophie, d’épistémologie et de politique (Philépol). Su obra se inspira en el marxismo clásico y contemporáneo. Es miembro del consejo editorial de Actuel Marx.

## Biografía
Razmig Keucheyan nació el 20 de noviembre de 1975. Estudió en Ginebra, donde comenzó a hacer campaña en el grupo Solidarités. Tras obtener su título de maestría en el 2000, llegó a París, donde obtuvo su doctorado en sociología en 2005 bajo la dirección de Raymond Boudon. 
Desde su creación en 2008, se une al Nuevo Partido Anticapitalista, donde participó en la unidad actual. En mayo de 2011, solicitó una co-candidatura unitaria, y dejó la presidencia de Transformación Social y Ecológica en 2012.

## Trabajo
Razmig Keucheyan es conocido por mapear los nuevos pensamientos críticos en su libro Hemisferio izquierda. Un mapa de los nuevos pensamientos críticos. También es reconocido como especialista en el pensamiento de Antonio Gramsci. Él contribuyó recientemente al documental dirigido por Fabien Trémeau, filósofo marxista italiano, titulado: Antonio Gramsci, penseur et révolutionnaire (2014).
Es autor de Le constructivisme: des origines à nos jours. Asimismo, ha editado una selección de textos en francés de los Cuadernos de la cárcel de Antonio Gramsci y codirigido junto a Gérald Bronner el volumen colectivo La Théorie sociale contemporaine.
También se ocupa de temas de ecología. Su objetivo es demostrar que la crisis ecológica no es independiente de las cuestiones y luchas políticas. Plantea que los impactos ambientales afectan principalmente a las personas y las clases dominadas. Desarrolla y analiza en muchos discursos y foros el fenómeno que él llama "racismo ambiental". En el mismo contexto, ha trabajado intensamente en el proceso de "financiarización de la naturaleza" como punto de una de las soluciones por el capitalismo para hacer frente a la crisis ecológica.